# Cymothoe beckeri
Cymothoe beckeri är en fjärilsart som beskrevs av Herrich-Schäffer 1852/58. Cymothoe beckeri ingår i släktet Cymothoe och familjen praktfjärilar. Inga underarter finns listade i Catalogue of Life.

## Bildgalleri

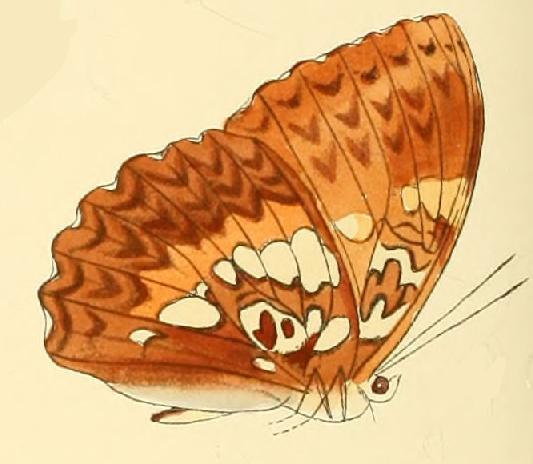
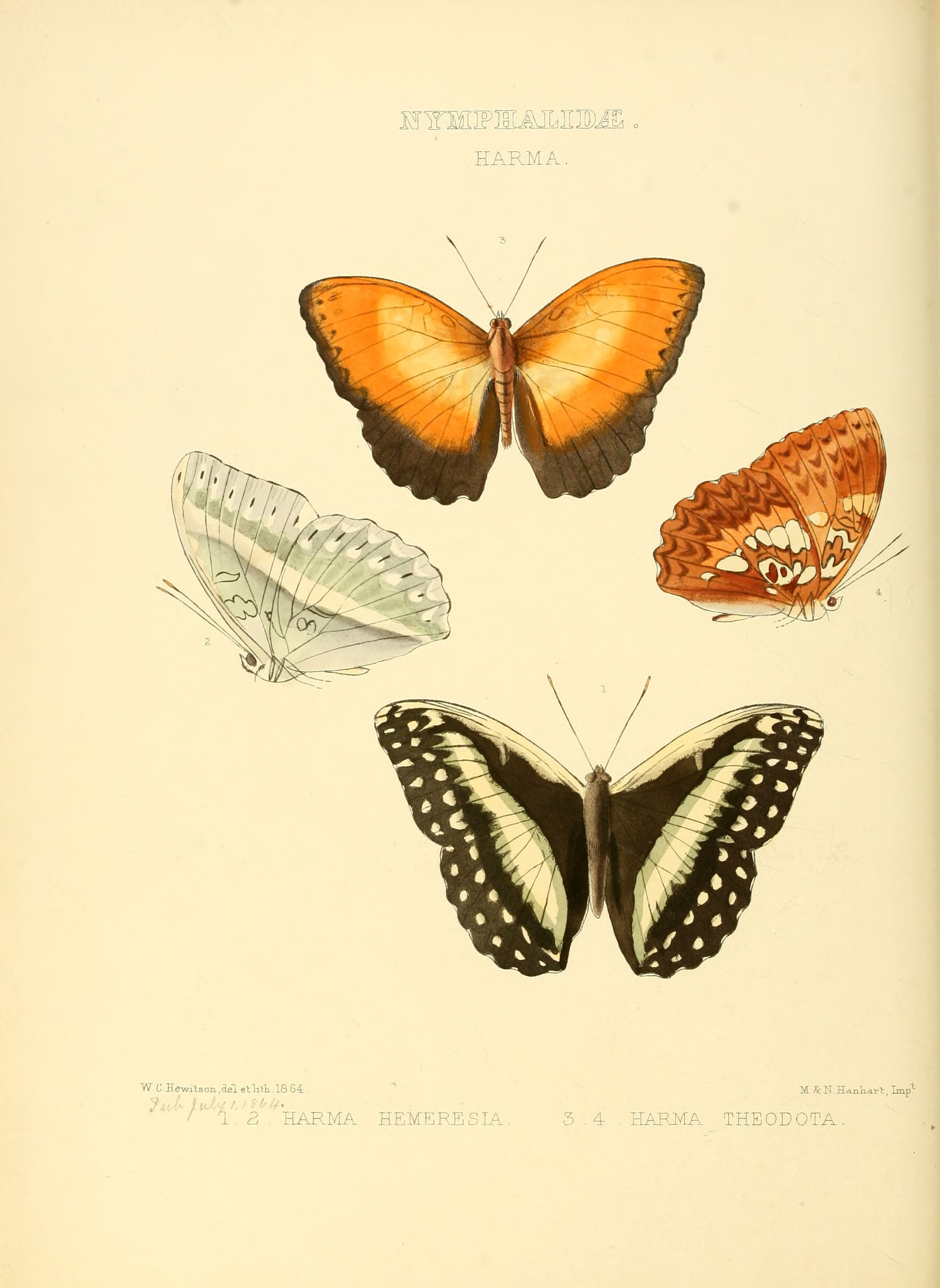